# NGC 2792
NGC 2792 – mgławica planetarna położona w gwiazdozbiorze Żagla. Została odkryta 2 marca 1835 roku przez Johna Herschela.